# TVR Caen

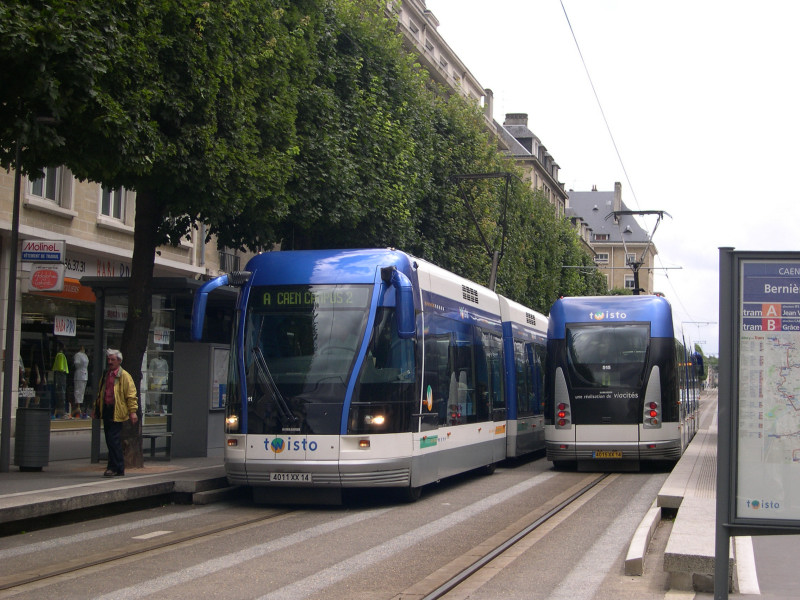
Begegnung in der Innenstadt

Linienführung

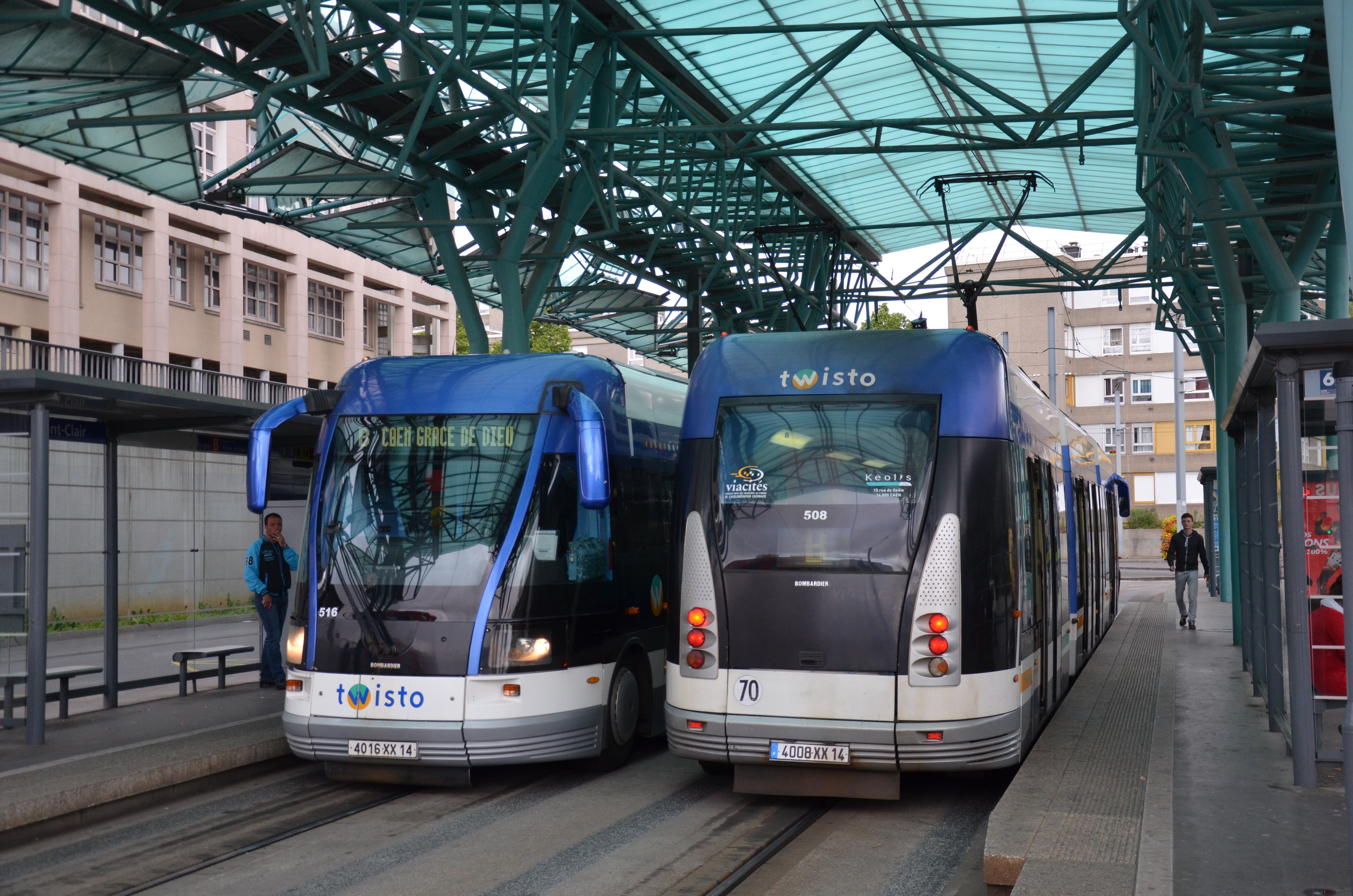
Endhaltestelle Hérouville Saint-Clair

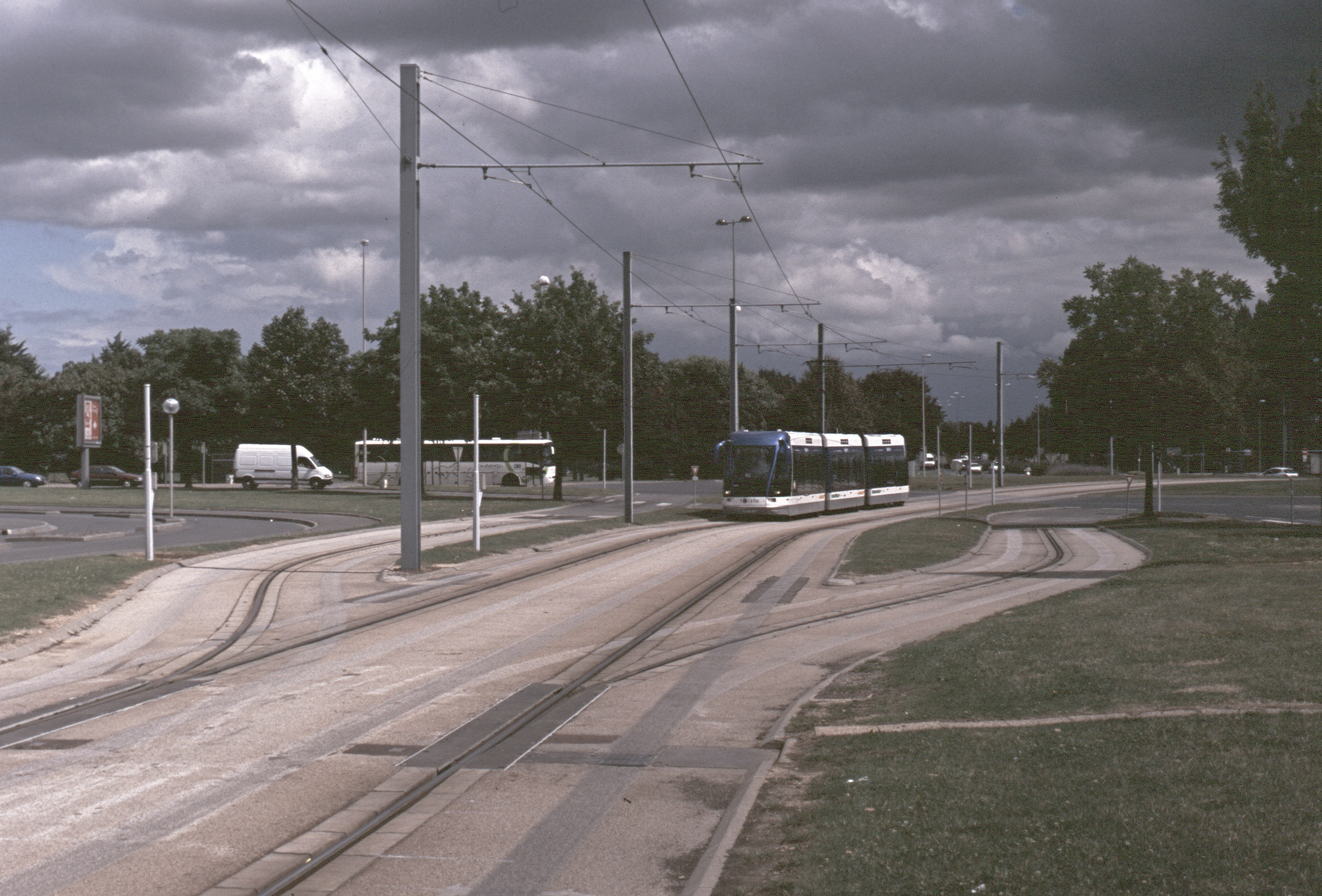
Ein- und Ausfädelstelle an der Station Maréchal Juin, den Weg von und zum nahen Depot legten die Fahrzeuge mit dem Hilfsantrieb zurück

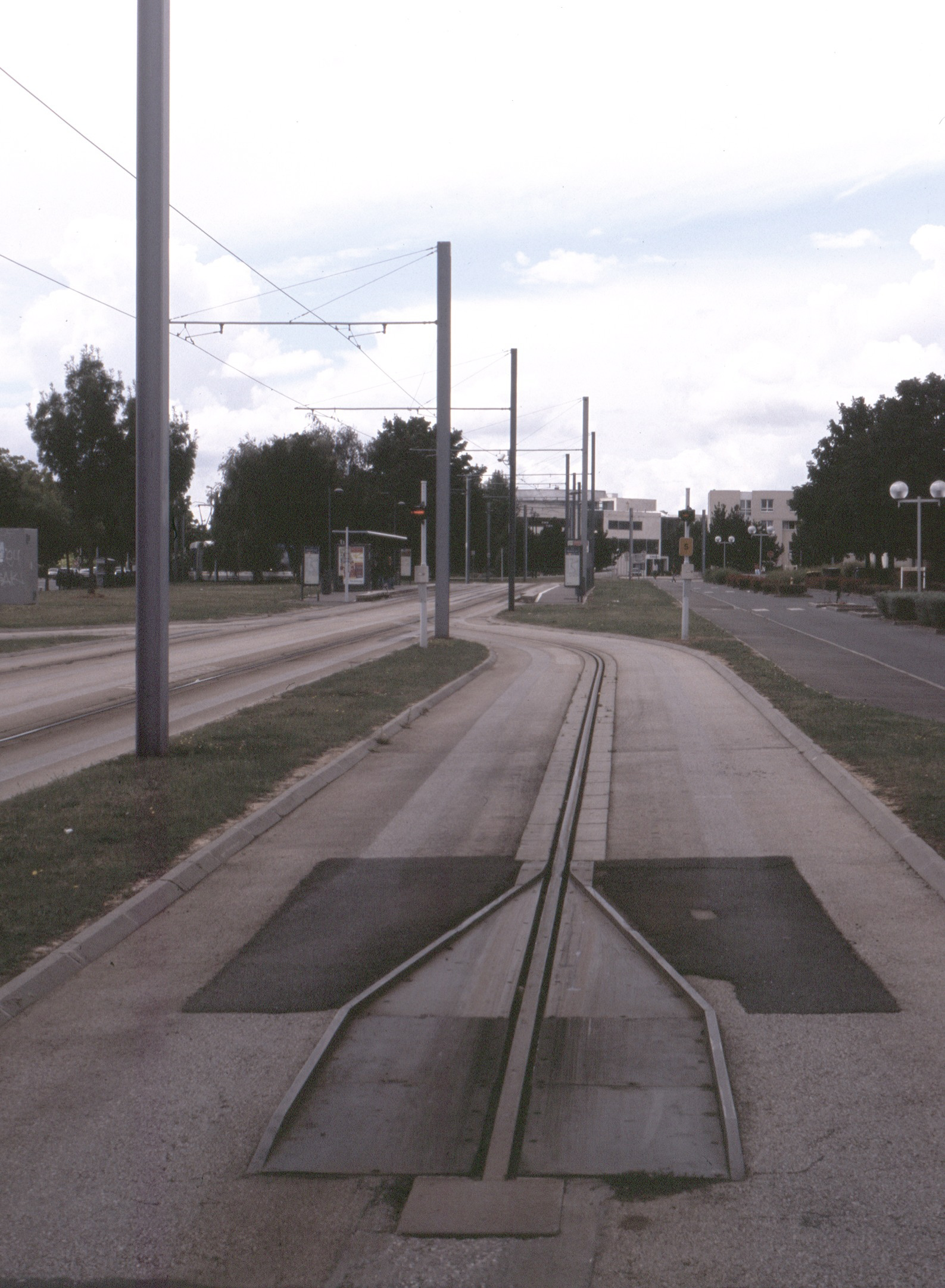
Einfädelrichter vor der Station Maréchal Juin

TVR Caen war ein überwiegend spurgeführtes öffentliches Personennahverkehrssystem in der französischen Stadt Caen in der Normandie, wobei das Kürzel TVR für das System Transport sur voie réservée des Herstellers Bombardier Transportation stand. Im regulären Linienverkehr mit Fahrgästen fuhren die Fahrzeuge dabei spurgeführt als sogenannte Tramway sur pneumatiques (Straßenbahn auf Luftreifen) mit direkter Stromzuführung durch eine einpolige Oberleitung, lediglich auf dem Weg zum Betriebshof beziehungsweise bei Betriebsstörungen verkehrten sie mit dem Hilfsantrieb frei gelenkt ohne Oberleitung und Spurführung. Dieses System war ausschließlich in Caen anzutreffen, ein sehr ähnliches – jedoch mit zweipoliger Oberleitung – existierte bis 2023 in Nancy.
Die beiden Linien in Caen wurden zunächst vom Verkehrsunternehmen Companie des Transports de l’Agglomération Caennaise (CTAC) betrieben. Später war Keolis, eine Tochtergesellschaft der SNCF, Betreiberin des Systems, das auch unter der Marketingbezeichnung „Twisto“ auftrat.

## Beschreibung
Die 24 in Caen verwendeten Doppelgelenkwagen waren Einrichtungsfahrzeuge und besaßen für den Betrieb abseits der Spurführung reguläre Kraftfahrzeugkennzeichen. Sie waren 24,5 Meter lang, 2,5 Meter breit und konnten 154 Fahrgäste befördern. Ihre Leermasse betrug 25,5 Tonnen, die Leistung des Elektromotors 300 Kilowatt.
Die Fahrzeuge waren weitgehend mit denen in Nancy identisch, unterschiedlich war lediglich die Art der Stromzuführung (ein Einholmstromabnehmer in Caen, zwei Stromabnehmerstangen in Nancy). Damit die Zufahrt zum auf dem Gebiet der Gemeinde Hérouville-Saint-Clair befindlichen Depot handgelenkt über eine öffentliche Straße, ohne Leitschiene und Fahrdraht, erfolgen konnte, waren sie mit einem 200 Kilowatt leistenden Dieselaggregat zur Stromerzeugung ausgestattet.

## Geschichte
Mit den Planungen für ein neues Nahverkehrssystem wurde bereits im Jahr 1988 begonnen. Da man eine klassische Straßenbahn als zu teuer erachtete, fiel die Wahl auf das TVR-System. Dennoch regte sich Widerstand in der Bevölkerung, der erst nach langen Verhandlungen überwunden wurde. Nach einer Bauzeit von drei Jahren und zahlreichen Probefahrten wurde es schließlich am 18. November 2002 eröffnet. Insgesamt wurden 15,7 Kilometer Strecke in Betrieb genommen, auf denen die beiden Linien A und B verkehrten. Sie teilten sich eine Stammstrecke, die die Stadt in Nord-Süd-Richtung durchquerte, und verzweigten sich an deren Enden. Zeitweise war zudem eine Verlängerung der Linie A geplant.
Die Linie A verlief zwischen den Endstationen Caen Campus 2 im Norden und Ifs Jean Vilar im Süden. Von Hérouville Saint-Clair nach Caen Grâce de Dieu führte die Linie B. Beiden gemeinsam war die Stammstrecke Copernic–Innenstadt–Poincaré, die auch den Bahnhof bediente. Die Strecken lagen komplett auf eigenem Bahnkörper, alle Endpunkte wiesen Wendeschleifen auf. In Ifs und Hérouville existierten vollständig überdachte Umsteigeanlagen zu den Zubringerbussen. Es existierten 34 Haltestellen, die durchschnittliche Geschwindigkeit der Fahrzeuge betrug 18,5 km/h.
Durch eine hohe Fahrtenfrequenz wies das System mit durchschnittlich 34.000 Fahrgästen täglich eine gute Nutzung auf. Damit wurden die Beförderungszahlen gegenüber der Zeit vor der Einführung des Systems um 14 Prozent gesteigert. Dabei ist der Anstieg unterschiedlich verteilt. Während unter der Woche rund zehn Prozent mehr Fahrgäste gezählt wurden, stieg der Anteil an Sonntagen um bis zu 50 Prozent. Insgesamt hatten die beiden Linien 2003 einen Anteil von 42 Prozent am gesamten Fahrgastaufkommen.
Wegen der großen Pannenanfälligkeit, die auch zu Kapazitätsproblemen während der Hauptverkehrszeit führen konnte, und der hohen Unterhaltungskosten von 500.000 Euro hat sich der ursprünglich erwartete finanzielle Vorteil des Systems TVR ins Gegenteil verkehrt. Am 14. Dezember 2011 wurde daher entschieden, das TVR-System im Jahr 2016 stillzulegen und bis zum Jahr 2018 auf den gleichen Strecken eine konventionelle Straßenbahn zu bauen, zumal Bombardier bereits zuvor ankündigte, das Konzept TVR nicht weiter zu verfolgen.
Später kündigte Joël Bruneau von der konservativen UMP, seit dem 5. April 2014 Bürgermeister von Caen, an, den TVR beizubehalten. Sechs Monate später bekräftigte er jedoch die ursprüngliche Entscheidung für die klassische Straßenbahn. Deren Schienen wurden auf den bisherigen Fahrbahnen des TVR verlegt, wobei teilweise Rasengleise entstanden. Die Haltestellen wurden verlängert, damit Straßenbahnzüge von 34 Metern Länge eingesetzt werden können. Letztlich verzögerte sich die Umwandlung jedoch, so dass das TVR-System erst am 31. Dezember 2017 stillgelegt werden konnte. Die neue Straßenbahn Caen ging schließlich am 27. Juli 2019 in Betrieb.